# Фёрстер, Хайко Матиас
Хайко Матиас Фёрстер (нем. Heiko Mathias Förster; род. 1966, Кривиц) — немецкий дирижёр.
В детские годы учился игре на фортепиано в Шверинской консерватории, в 1976 году был удостоен премии на одном из конкурсов юных пианистов ГДР. Затем, однако, в достаточно юном возрасте заинтересовался дирижированием и сразу по завершении высшего музыкального образования в 1989 году получил место главного дирижёра в оперном театре Бранденбурга, а в 1993—1998 годах был генеральмузикдиректором города. За девять лет работы в городе Фёрстер провёл около 500 концертов, включая 32 премьеры опер и оперетт, вывозил городской оркестр на гастроли в США, Японию и ЮАР.
В 1999—2006 годах Фёрстер возглавлял Мюнхенский симфонический оркестр. В этот период с оркестром выступали, в частности, Анджела Георгиу и Роландо Вильясон, оркестр сопровождал первое германское турне Элины Гаранча. Венцом работы Фёрстера в Мюнхене стал цикл из всех симфоний Людвига ван Бетховена, исполненный им в мюнхенском Театре принца-регента.
С 2007 года Фёрстер руководит Новым филармоническим оркестром Вестфалии. Среди заметных его проектов последнего времени — постановка оперы «Богема» в оперном театре Гельзенкирхена.